# Wskaźniki fauli zawodnika
Ten artykuł opisuje zagadnienie koszykarskie zgodne z normami FIBA.
Zasady w ligach NBA, NCAA lub innych mogą różnić się od tutaj przedstawionych.

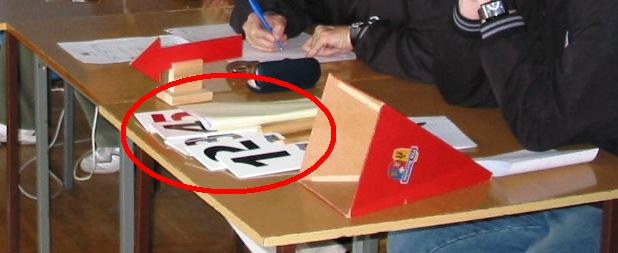
Tabliczki fauli zawodników.

Wskaźniki fauli zawodnika (lub tabliczki fauli zawodnika) – element wyposażenia boiska do koszykówki, element wyposażenia stolika sędziowskiego służący do wskazywania liczby fauli popełnionych przez danego zawodnika.
Obowiązkiem sekretarza jest posługiwanie się wskaźnikami fauli zawodnika oraz informowanie sędziów o piątym faulu zawodnika. Sposób pokazywania odpowiedniej tabliczki fauli zawodnika ma zapewnić widoczność trenerom obu drużyn.
Na stoliku sędziowskim znajduje się pięć tabliczek fauli zawodnika. Tło tabliczek powinno być białe, a rozmiar cyfr musi wynosić co najmniej 20 cm wysokości i 10 cm szerokości. Na tabliczkach znajdują się cyfry od 1 do 5 – pierwsze cztery w kolorze czarnym, a cyfra 5 w kolorze czerwonym. Wskaźnik z numerem 5 jest wyróżniony w taki sposób, ponieważ informuje o piątym faulu zawodnika, który uniemożliwia jego dalszą grę.